# Siški strelci
Gališko-bukovinski kurin siških strelcev (ukrajinsko Галицько-буковинський курінь Січових Стрільців, latinizirano: Galyc'ko-bukovyns'kyj kurin' Sicovyh Stril'civ) je bila ena prvih rednih vojaških enot vojske Ukrajinske ljudske republike. Enota je bila sestavljena iz ukrajinskih vojakov avstro-ogrske vojske (Ukrajinski siški strelci) in lokalnih prostovoljcev in delovala od leta 1917 do 1919. 
Prvi kurin siških strelcev je bil ustanovljen v Kijevu 13. novembra 1917. Poveljeval mu je polkovnik Jevgen Konovalec s svojim načelnikom štaba Andrijem Melnikom. Siški strelci so imeli na vrhuncu moči do 25.000 mož, vključno z topništvom, konjenico, izvidniškimi in mitralješkimi enotami in so branili vlado Ukrajinske ljudske republike pred boljševiškimi uporniki v prestolnici in kasneje pred redno Rdečo armado, ki je napredovala v Ukrajino leta 1918. Ko je bil marca 1918 ponovno zavzet Kijev, so ukrajinski siški strelci stražili vladne zgradbe v prestolnici in vzdrževali red v mestu. Kasneje se je enota povečala na dva odreda pehote, enoto konjenice in topniško baterijo. Z ustanovitvijo Hetmanata Pavla Skoropadskega so siški strelci zavrnili služenje Hetmanatu, zato so jih nemške sile, ki so podpirale hetmana, razorožile. 
Vojaki iz enot strelcev so se pridružili drugim enotam, zlasti 2. zaporoškemu polku Petra Bolbočana, in se poskušali ponovno organizirati pod novim poveljstvom. Avgusta 1918 je Skoropadski dovolil delno ponovno vzpostavitev siških strelcev v Beli Cerkvi. Nova enota je štela 1200 mož in je bila razdeljena na pehotni polk, topniško baterijo in tehnično enoto. V Beli Cerkvi so se siški strelci uprli hetmanu Skoropadskemu. Njihove vrste so se do novembra 1918 povečale na 11.000 mož. Kasneje sta se enoti pridružili tudi diviziji Dnipro in Črno morje. Novembra 1918 so se z novimi rekruti vrste siških strelcev povečale na 25.000 mož. Strelci so imeli ključno vlogo pri ustanovitvi Direktorata pod vodstvom Simona Petljure. Decembra je enota zavzela Kijev in bila nato razdeljena na manjše enote. 
Različni odredi siških strelcev so se v Ukrajini borili proti napredujočim boljševiškim vojskam. Ko so Kijev ponovno zavzeli boljševiki, so se strelci skupaj z Direktoratom umaknili iz Kijeva. Kasneje so se borili na različnih frontah proti belim ruskim silam generala Antona Denikina. Leta 1919 je enota utrpela velike izgube v bojih in kasneje zaradi tifusa. 6. decembra 1919 so bili siški strelci dokončno demobilizirani. Nekatere nekdanje vojake teh enot je internirala poljska vojska, drugi so se še naprej borili v manjših enotah v Ukrajini. 